# Чемпионат мира по современному пятиборью 1971
XVIII Чемпионат Мира по современному пятиборью среди мужчин проходил в Сан-Антонио  США с 9 по 14 октября 1971 года.
На чемпионат прибыли 40 спортсменов из 16 стран. Награды разыгрывались в личном и командном первенствах. Игорь Александрович Новиков прибыл в Сан-Антонио в качестве руководителя делегации Советского Союза, также участвовал в Конгрессе УИПМБ членом Административного совета и Технического комитета, в котором он состоял с 1968 года.

## Команда СССР
Советская сборная в составе Бориса Онищенко, Сергея Лукьяненко и дебютанта  Леонида Иванова была главным соперником венгерской команды.  Тренерский состав: старший тренер - Чувилин Олег Игнатьевич, Эдуард Сдобников, Николай Шинкаренко (личный тренер Бориса Онищенко). 
Два сильнейших пятиборца по спортивным показателям года - Павел Леднев и Владимир Шмелев от поездки на чемпионат были отстранены бдительной «инстанцией», которая не сочла возможным их выезд: первого за нарушение спортивного режима, второго за высказанное вслух восхищение витринами во время одной из зарубежных поездок.

## Чемпионат мира. Победители и призеры.
Личное первенство.
| Дисциплина        | Золото                        | Серебро                           | Бронза                         |
| Личное первенство | Бориса Онищенко · СССР · 5206 | Жигмонд Вилланьи · Венгрия · 5129 | Андраш Бальцо · Венгрия · 5080 |

 Командное первенство.
| Дисциплина           | Золото                                                             | Серебро                                                            | Бронза                                                    |
| Командное первенство | СССР · Борис Онищенко · Сергей Лукьяненко · Леонид Иванов · 15 006 | Венгрия · Андраш Бальцо · Жигмонд Вилланьи · Петер Клемен · 14 989 | США · Лорен Друм · Чарльз Ричардс · Дональд Роут · 14 635 |

## Верховая езда
Конная трасса было очень сложной: много зигзагов, остановок, прыжков не по прямой линии, а из-за поворотов. Для большинства пятиборцев она была столь же необычной, сколько привычной для хозяев чемпионата, что и доказали американские спортсмены. Они заняли 3-е, 4-е, 5-е места и заняли 1 место (3 230 очков) в командном зачете. Фавориты соревнований команда Венгрии заняли 2 место с суммой 2 950 оч. Неудачно прошел конный кросс Андраш Бальцо - 855 оч.
У советских пятиборцев конный кросс не был удачным. Сергей Лукьяненко привез 910 очков (3 повала и 100 оч. за 20 сек. штрафного времени), Иванов получил 820 (один повал и штраф за 6 вольтов), Борис Онищенко мог привезти больше очков, но он вел лошадь осторожно и избегал риска в итоге его результат 990 очков. Командой советские спортсмены набрали 2 720 очков и заняли 7 место.
- Конный кросс.Результаты. Личное первенство.

| Место | Спортсмен    | Страна         | Очки |
| ----- | ------------ | -------------- | ---- |
| 1.    | Ж. Вилланьи  | Венгрия        | 1095 |
| 2.    | Стефенсон    | Дания          | 1095 |
| 3.    | Л. Друм      | США            | 1090 |
| 4.    | Ч. Ричардсон | США            | 1070 |
| 5.    | Д. Роут      | США            | 1070 |
| 6.    | Р. Фелпс     | Великобритания | 1025 |
| 7.    | П. Клемен    | Венгрия        | 1000 |

## Фехтование.
Впервые за последние 10 лет советские пятиборцы выиграли фехтование у команды Венгрии. Фехтование выиграл ветеран пятиборья Ганс-Гунар Лилйенвал  Швеция. Дисквалифицированный на XIX Олимпийских играх, он решил реабилитировать себя в надежде попасть на XX Олимпийские игры и достойно завершить свою долгую карьеру (10 стартов на чемпионатах мира и 2 старта на Олимпийских играх).
Результаты. Фехтование. Личное первенство.
| Место | Спортсмен             | Очки |
| ----- | --------------------- | ---- |
| 1.    | Г. Лилйенвал · Швеция | 1000 |
| 2.    | Б. Онищенко · СССР    | 972  |
| 3.    | Ж. Вилланьи · Венгрия | 972  |